# Paul Gilson
Cet article concerne l'écrivain français et homme de radio. Pour le compositeur belge, voir Paul Gilson (compositeur).
Paul Gilson, né le 31 janvier 1904 à Paris où il est mort le 26 mai 1963, est un écrivain et homme de radio français. Son œuvre comprend des poèmes, des récits, des essais, des pièces de théâtre, des films, mais il est surtout connu pour ses multiples activités à la radio.

## Biographie
Neveu d'Étienne Gilson, Paul Gilson est né le 31 janvier 1904 à Paris,.
Critique cinématographique à partir de 1928, à L'Ami du Peuple du Soir puis grand reporter en 1933 au Petit Journal, il couvre la guerre d'Éthiopie.
Venu à la radio en 1936, par le journalisme, il crée en 1937 sur les ondes de Radio-Luxembourg l'émission Banc d'essai pour laquelle de nombreux écrivains lui donnent des textes (Jean Cocteau, Blaise Cendrars, André Beucler, Robert Desnos...).
En 1944, il devient reporter à Radio Monte-Carlo. Après avoir été délégué permanent de la Radiodiffusion française à New York en 1945/1946, il est appelé à Paris où Wladimir Porché lui confie en 1946 le poste de directeur des services artistiques de la Radiodiffusion française, qu'il occupera jusqu'à sa mort.
Il y multiplie les retransmissions de spectacles et les émissions réalisées en studio à Paris-Inter. Confiant un Bureau de poésie à André Beucler, il fait appel à Loys Masson, Philippe Soupault, Nino Frank, Georges-Emmanuel Clancier. Avec Henry Barraud, il favorise la musique contemporaine. Avec L'art et la vie (1946 - 1970) de Georges Charensol et Jean Dalevèze, il crée le premier magazine hebdomadaire sur toutes les formes de l'art.
En 1947, il fait partie de l'équipe de journalistes du tout nouveau magazine Radio-Loisirs, qui deviendra plus tard Télérama.
Il reçoit le prix Auguste-Capdeville de l’Académie française en 1951 pour son Œuvre poétique.
C'est encore lui qui lance en 1955 le Petit Conservatoire de Mireille et Le Jeu des mille francs.
Son apport à la création radiophonique a jeté un peu trop d'ombre sur son œuvre littéraire. Il a écrit des récits, des essais, des romans, des poèmes et des pièces de théâtre, dont une comédie musicale sur le personnage de Milord l'Arsouille, en collaboration avec Nino Franck.
Il possédait le château de La Marche, près de la Charité-sur-Loire (Nièvre) où il aimait à recevoir ses amis
Paul Gilson est mort le 26 mai 1963 à Paris,.
Pour lui rendre hommage, les Radios francophones publiques décernent chaque année les Grand Prix Paul-Gilson destinés à récompenser les talents de chaque radio de la communauté.

## Œuvre
Poèmes
- Ai-je été roi...?
- À la vie, à l'amour. Paris, Seghers, 1943.
- Au rendez-vous des solitaires. Paris, Seghers, 1947.
- Ballades pour fantômes. Paris, Seghers, 1950.
- Poèmes (recueil des trois plaquettes précédentes). Paris, Seghers, 1951.
- Le Grand Dérangement. Presse à bras de Monteiro, 1955.
- Ce qui me chante. Paris, Seghers, 1956.
- Destinée Valse. Recife, Coleçao Concordia, 1959.
- L'Arche de Noël. Paris, Seghers, 1960.
- Énigmarelle. Paris, Seghers, 1963.
- L'Aube inquiète, Paris, Editions du Chevalier, 1924,
- Ecoutez la chanson bien douce, Paris, Collection de la Gazette française, 1925

Le compositeur Jean-Michel Damase (1928-2013) a composé sous le titre "No Exit" un cycle de 6 mélodies sur des poèmes de Paul Gilson en 1952 et un autre de 5 mélodies intitulé "L'Arche de Noël" en 1965. Jean Rivier a mis en musique 3 poèmes de Paul Gilson en 1955. En 1961, Hélène Martin enregistre Enfance, chanson sur un poème de Paul Gilson. En 1963, Henri Dutilleux compose San Francisco Night sur un poème de Paul Gilson, et Manuel Rosenthal la mélodie "Le Jour d'un mort", ces deux oeuvres en hommage à Francis Poulenc. Pierre Petit (1922-2000) a composé en 1964 un cycle intitulé "Quatre mélodies sur des poèmes de Paul Gilson". 
Récits
- Extralucide. Paris, La Revue Nouvelle, 1931.
- La Traversée du miroir (traduction de l'œuvre de Lewis Carroll). Paris, Denoël et Steele, 1931.
- La Boîte à surprises. Histoire en l'air. La Nouvelle France, 1946.
- La Bête qui mangeait les jouets, illustré par Vincent Monteiro. La Presse à Bras, 1955.
- Les Voix en peine. coll. pour F.M. et ses amis, 1957.
- "La Fin du Comte". Paris, Les Œuvres libres, no 149.
- "Barnum ou la parade des Monstres". Paris, Les Œuvres libres, no 170.

Essais
- Merveilleux. Paris, Calmann-Lévy, 1945.
- Ciné-Magic, préface de René Clair. Éditions André Bonne, 1951.
- Les Folies bourgeoises, documentation de Christiane Gilson. Monaco, Éditions du Rocher, 1957.

Théâtre
- L'Homme qui a perdu son ombre, d'après Chamisso. France-Illustration no 147.
- Milord l'Arsouille, comédie musicale en collaboration avec Nino Frank, lyrics de Francis Claude, musique de Vernon Duke. Paris, Seghers, 1952.
- Portrait de famille, comédie en un acte, en coll. avec Nino Frank. L'Avant-Scène, no 98.
- Ex-Napoléon, pièce en quatre actes, en coll. avec Nino Frank.

Films
- Manières de croire, film de montage. Studio 28, 1930.
- Surprises de la vie. L.A.T.A.C., 1942.
- Mémoires des maisons mortes. L.A.T.A.C., 1942.
- L'Homme aux cent mille images, scénario en coll. avec Nino Frank. Revue du cinéma, no 110, 1948.
- Au paradis des images, scénario et commentaire, film de Philippe Agostini, musique d'Henri Sauguet.